# Ілик Горпина Максимівна
Горпина Максимівна Ілик (4 липня 1922, с. Стадниця Вінницького району — ?) — українська радянська колгоспниця, доярка, Герой Соціалістичної Праці. 
Народилася в родині селянина-бідняка. Закінчила семирічну школу, потім працювала на різних роботах, пізніше дояркою в колгоспі ім. Молотова (пізніше – «Україна»). Брала активну участь у громадському житті.
В роки Другої світової війни допомагала партизанам, а після визволення Вінницької області добровольцем вступила до лав Червоної армії.
У червні 1945 року повернулася до Стадниці, де продовжила працювати дояркою. У 1952 р. домоглася рекордного на той час показника – надоїла по 5308 кг молока на корову. 26 лютого 1958 року удостоєна звання Героя Соціалістичної Праці.